# Ekspresowa obwodnica Warszawy
Ekspresowa obwodnica Warszawy (EOW) – pierścień planowanych obwodnic Warszawy, na który składa się zespół dróg ekspresowych o łącznej długości ok. 85 km.

## Drogi
Na obwodnicę składają się następujące trasy:
| Numer               | Odcinek                                           | Długość | Otwarcie                                           | Uwagi |
| ------------------- | ------------------------------------------------- | ------- | -------------------------------------------------- | --- |
| S7 · E77 · S8 · E67 | Aleja Obrońców Grodna Konotopa – Powązki          | 10,4 km | 23 maja 2012: Konotopa – Warszawa Zachód           | Planowany wspólny przebieg tras S7 i S8, wraz z budową nowego węzła; droga nazywana także Trasą Powązki – Konotopa                              |
| S7 · E77 · S8 · E67 | Aleja Obrońców Grodna Konotopa – Powązki          | 10,4 km | 19 stycznia 2011: Warszawa Zachód – Powązki        | Planowany wspólny przebieg tras S7 i S8, wraz z budową nowego węzła; droga nazywana także Trasą Powązki – Konotopa                              |
| S8 · E67            | Trasa Armii Krajowej Powązki – Modlińska          | 5 km    | 21 września 2015                                   | Droga po przebudowie (razem z mostem gen. Stefana Grota-Roweckiego)                                                                             |
| S8 · E67            | Trasa Toruńska Modlińska – Marki                  | 7,1 km  | 7 czerwca 2012                                     | Droga po przebudowie |
| S8 · E67            | część Obwodnicy Marek Marki – Drewnica (Ząbki)    | 2,2 km  | 22 grudnia 2017                                    | Odcinek wydzielony ze wschodniej obwodnicy |
| S17 · E372          | Wschodnia Obwodnica Warszawy Drewnica – Lubelska  | 3,6 km  | planowane w 2024: Drewnica – Ząbki                 | Ogłoszenie przetargu na projekt i budowę zaplanowane na rok 2020                                                                                |
| S17 · E372          | Wschodnia Obwodnica Warszawy Drewnica – Lubelska  | 10,2 km | planowane w 2027: Ząbki – Zakręt                   | W lipcu 2015 złożony wniosek o wydanie decyzji środowiskowej. Ogłoszenie przetargu na projekt i budowę zaplanowane na przełom 2022 i 2023 roku. |
| S17 · E372          | Wschodnia Obwodnica Warszawy Drewnica – Lubelska  | 2,5 km  | 22 grudnia 2022: Zakręt – Lubelska                 | |
| S2 · E30            | Południowa Obwodnica Warszawy Lubelska – Konotopa | 14,0 km | 22 grudnia 2020: Lubelska – Warszawa Wilanów       | 6 września 2013 otwarto także odcinek Warszawa Lotnisko – Marynarska znajdujący się w ciągu trasy S79                                           |
| S2 · E30            | Południowa Obwodnica Warszawy Lubelska – Konotopa | 4,6 km  | 20 grudnia 2021: Warszawa Wilanów – Puławska       | 6 września 2013 otwarto także odcinek Warszawa Lotnisko – Marynarska znajdujący się w ciągu trasy S79                                           |
| S2 · E30            | Południowa Obwodnica Warszawy Lubelska – Konotopa | 2,4 km  | 18 września 2013: Puławska – Warszawa Lotnisko     | 6 września 2013 otwarto także odcinek Warszawa Lotnisko – Marynarska znajdujący się w ciągu trasy S79                                           |
| S2 · E30            | Południowa Obwodnica Warszawy Lubelska – Konotopa | 4,5 km  | 6 września 2013: Warszawa Lotnisko – al. Krakowska | 6 września 2013 otwarto także odcinek Warszawa Lotnisko – Marynarska znajdujący się w ciągu trasy S79                                           |
| S2 · E30            | Południowa Obwodnica Warszawy Lubelska – Konotopa | 14,3 km | 31 lipca 2013: al. Krakowska – Konotopa            | 6 września 2013 otwarto także odcinek Warszawa Lotnisko – Marynarska znajdujący się w ciągu trasy S79                                           |

## Galeria

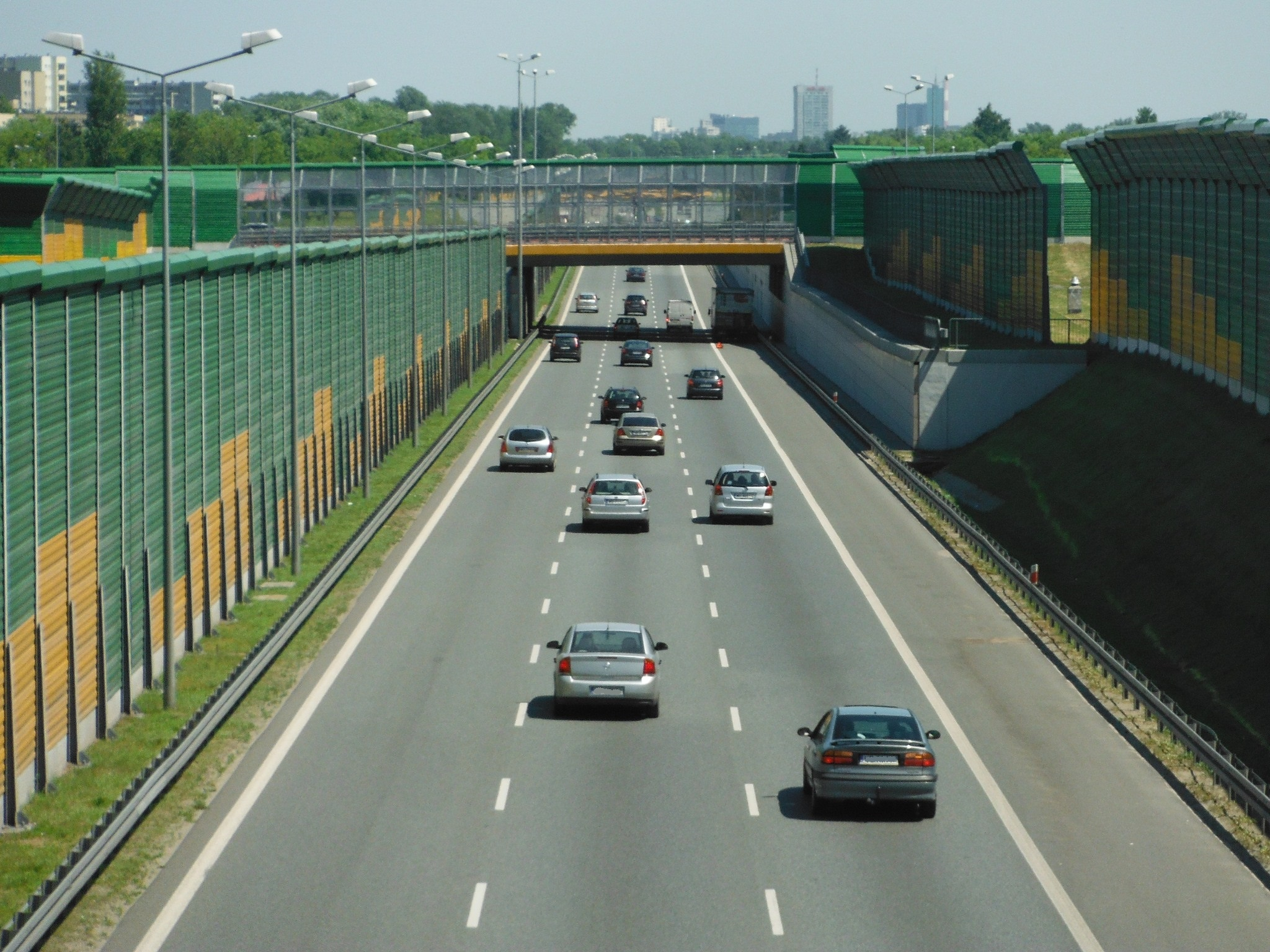
Aleja Obrońców Grodna
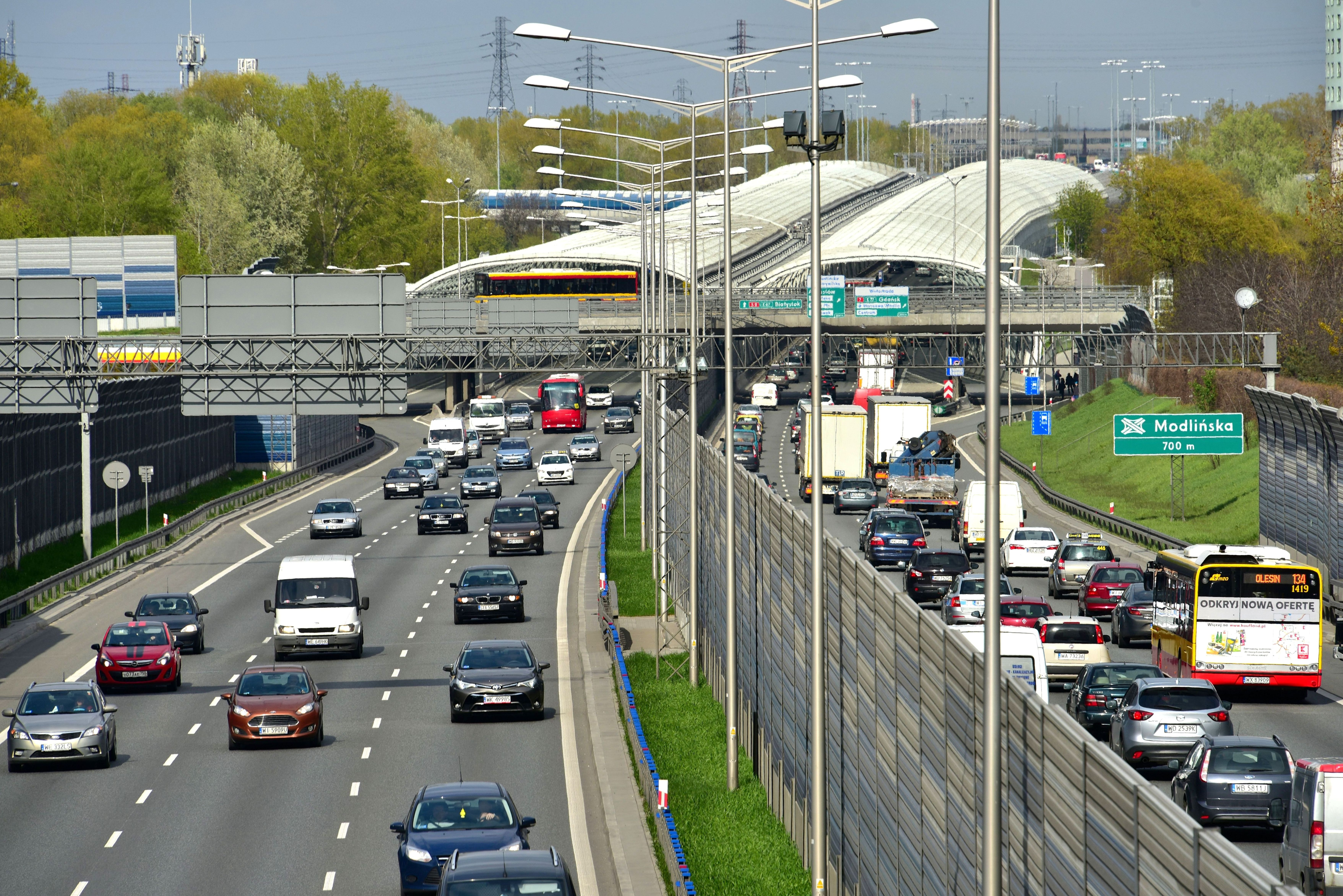
Trasa Armii Krajowej
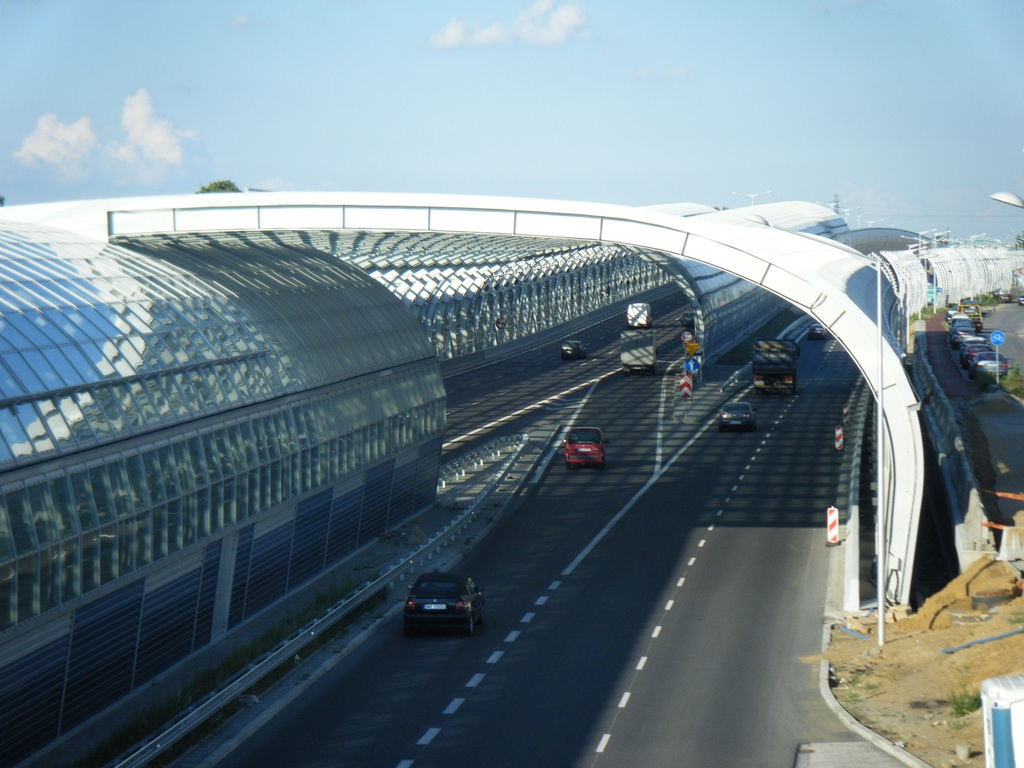
Trasa Toruńska S8
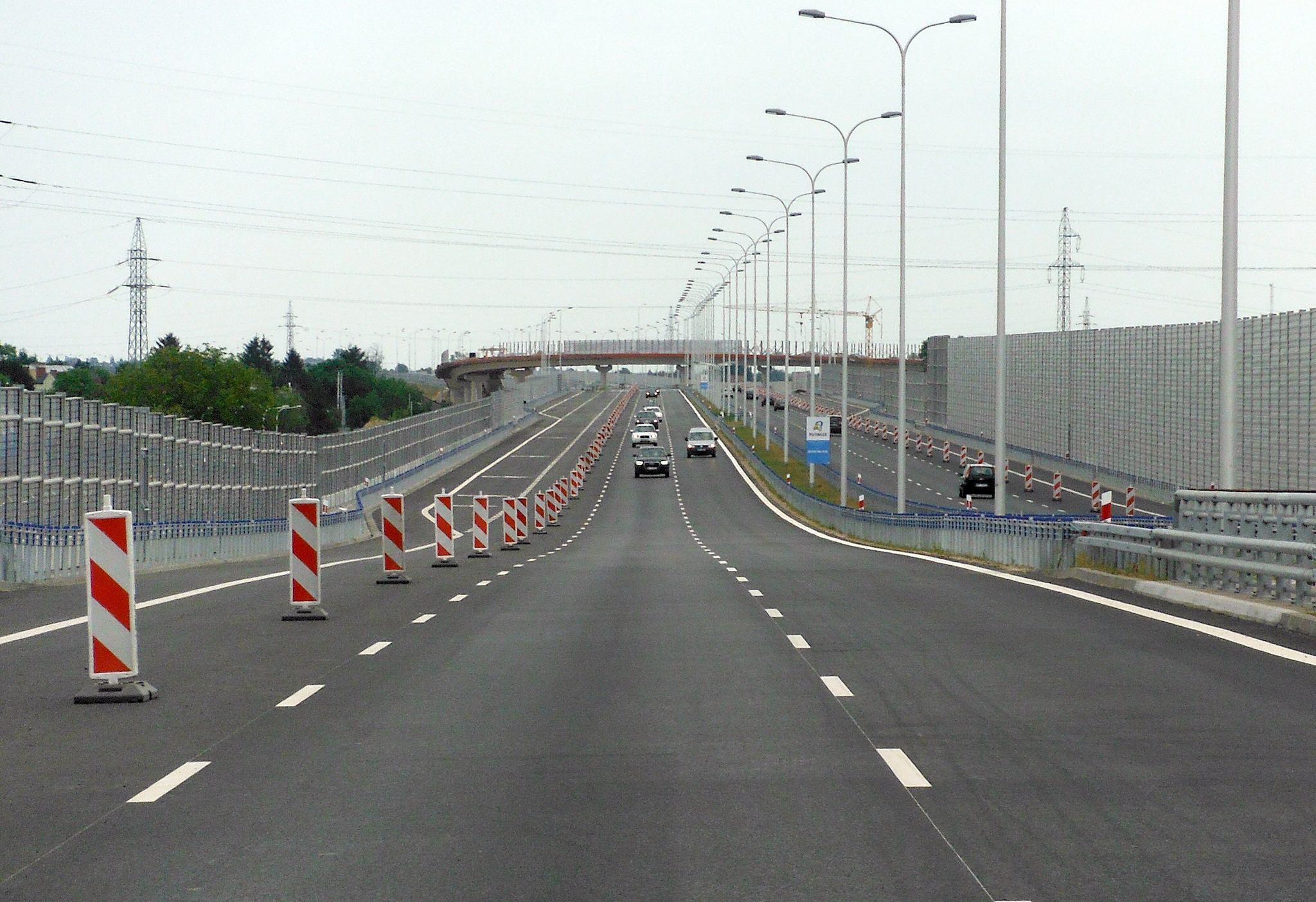
Południowa obwodnica Warszawy